# القوات الفضائية الروسية
القوات الفضائية الروسية كانت فرعًا مستقلًا في القوات المسلحة الروسية، وهو الفرع المسئول عن العمليات العسكرية الفضائية. تم إنشاؤه في 10 أغسطس 1992. ضمت وحدات القوات الفضائية عناصر للإنذار المبكر للهجمات الصاروخية ووحدات للدفاع الصاروخي. في إعادة تنظيم لأفرع القوات المسلحة الروسية، أصبحت القوات الفضائية تحت قيادة أعلى هي قيادة القوات الجوية الفضائية التي ضمت أيضًا القوات الجوية الروسية وقوات الدفاع الجوي الفضائي والصاروخي.

## روابط إضافية
- Space Force on MOD RF Site